# Pozos de Lendía
Los pozos de Lendía son unos hoyos situados en el concejo alavés de Apodaca, en el término municipal de Cigoitia.

## Descripción
Formados en calizas cretáceas, son uno de los nacederos del río Zalla o Lendía. En el tomo de la Geografía general del País Vasco-Navarro dedicado a Álava y coordinado por Vicente Vera y López, se describen en palabras de Luis Heintz Loll:

Pozos de Lendía.―Sitio que asoma junto al lugar de Apodaca, á la izquierda de la carretera de Vitoria á Bilbao, en la vertiente SE. de la sierra de Arrato y á 2 km. de los Zambolinos. Al O. su profundidad es considerable, y allí brota constantemente el agua que, corriendo de O. á E., se oculta para volver á aparecer varias veces en un corto trecho, y, por fin, forma el Zalla ó Lendía que atraviesa el pueblecito. Como todos los anteriores, el pozo de Lendía está cavado en las calizas del cretáceo superior.
(Heintz Loll, 1915-1921, p. 82)